# Rutledge (Oregon)
Rutledge az Amerikai Egyesült Államok északnyugati részén, Oregon állam Sherman megyéjében, a U.S. Route 97 közelében elhelyezkedő önkormányzat nélküli település.
Az 1884. június 6-a és 1908. március 23-a között működő posta első vezetője Joseph H. Rutledge volt.

## Fordítás
- Ez a szócikk részben vagy egészben  a   Rutledge, Oregon című angol Wikipédia-szócikk ezen változatának fordításán alapul.  Az eredeti cikk szerkesztőit annak laptörténete sorolja fel. Ez a jelzés csupán a megfogalmazás eredetét és a szerzői jogokat jelzi, nem szolgál a cikkben szereplő információk forrásmegjelöléseként.